# André Guevarre
André Guevarre, né en 1646 et décédé le 22 juillet 1724, était un prédicateur Jésuite, sans doute d'origine italienne.

## Biographie
Proche de Gabriel Calloet-Kerbrat et d'Honoré Chaurand, André Guevarre a participé aux tournées de prédication de ce dernier, puis les a poursuivi en Piémont et en Savoie après sa mort. Sa mendicité abolie, publiée pour la première fois à Aix-en-Provence en 1668, a fait l'objet de plusieurs rééditions adaptées aux contextes locaux, notamment à Toulouse 1692, à Montauban en 1693 et à Grenoble en 1712, le texte servant de modèle de base pour la création d'un hôpital général. André Guevarre a également initié la création de l'hôpital général de Turin en 1717. 

## Œuvres
- La mendicité abolie dans la ville d'Aix, par l'Hospital general ou maison de charité. Avec la réponse aux principales objections que l'on peut faire contre cet établissement, Aix-en-Provence, Guillaume Le Grand, c. 1693-1700.
- La Mendicità sbandita col sovvenimento de'poveri… (da A. Guevarre) Come altresi lo stabilimento degli Ospizij Generali, e delle Congregazioni di Carità, Turin, Gianfrancesco Mairesse et Giovanni Radix, 1717.